# 10. Flak-Division
La 10. Flak-Division (10e division de Flak) est une division de lutte antiaérienne de la Luftwaffe allemande au sein de la Wehrmacht durant la Seconde Guerre mondiale.

## Historique
La 10. Flak-Division est mise sur pied le 1er septembre 1941 à Ploiești à partir du Luftverteidigungskommando 10.
En mars 1942, la division est transférée au sud de la Russie, pour supporter les opérations en Crimée, mais en mai 1942, elle est transférée à Koursk, maintenant rattachée à la 2. Armee. Elle opère jusqu'en 1943 à Koursk et dans la vallée du fleuve Don. 
Le Stab/Flak-Regiment 153 (mot.) rejoint la division en janvier 1944, le Stab/Flak-Regiment 133 (mot.) quitte la division en mars 1944, tandis que le Stab/Flak-Regiment 48 (mot.) rejoint la division le même mois.

Le Stab/Flak-Regiment 153 (mot.) et le Stab/Flak-Regiment 48 (mot.) quittent de nouveau la division en mai 1944 (Les 2 régiments reviendront en août 1944), tandis que le Stab/Flak-Regiment 12 (mot.) rejoint la division.

Le Stab/Flak-Regiment 12 (mot.) quitte de nouveau la division en juin 1944, tandis que le Stab/Flak-Regiment 7 (mot.) rejoint la division (quitte de nouveau en juillet 1944, mais il y retourne en août 1944).

Le Stab/Flak-Regiment 77 (v) et le Stab/Flak-Regiment 99 (mot.) quittent la division en août 1944, tandis que le Stab/Flak-Regiment 17 (mot.) rejoint la division.
Le Stab/Flak-Regiment 17 (mot.) quitte la division pour la 17. Flak-Division en septembre 1944, tandis que le Stab/Flak-Regiment 99 (mot.) retourne durant le même mois, mais la quitte en novembre 1944.
La division passe les opérations de 1943 à 1944 dans le sud de la Russie, en Galice (Lemberg et Cracovie), en mars 1945 dans la zone de Lauban.

Le 1er mars 1945, elle passe à SW Lauban, sous le commandement de la I. Flakkorps (de).

En avril 1945, elle est rattachée à la 17. Armee à Troppau, et a fini la guerre à Königinhof.

## Commandement
| Début              | Fin             | Grade           | Nom                 |
| ------------------ | --------------- | --------------- | ------------------- |
| 1er septembre 1941 | 26 juin 1942    | Generalleutnant | Johann Seifert      |
| 26 juin 1942       | 2 février 1945  | Generalmajor    | Franz Engel         |
| 3 février 1945     | 10 février 1945 | Oberst          | Oskar Vorbrugg (en) |
| 10 février 1945    | 8 mai 1945      | Generalmajor    | Franz Engel         |

### Chef d'état-major(Ia)
| Début           | Fin          | Grade     | Nom            |
| --------------- | ------------ | --------- | -------------- |
| ? 1942          | Mai 1942     | Hauptmann | Herbert Heinze |
| ? 1942          | Février 1943 | Major     | Erwin Wicker   |
| ?               | Juillet 1944 | Hauptman  | Kurt Gerhardt  |
| 26 juillet 1944 | Mai 1945     | Hauptman  | Werner Cölln   |

## Organisation

### Rattachement
| Début              | Fin          | Commandement           |
| ------------------ | ------------ | ---------------------- |
| 1er septembre 1941 | Mai 1942     | Luftflotte 4           |
| Mai 1942           | 8 août 1942  | I. Flakkorps (de)      |
| 8 août 1942        | Février 1943 | Luftwaffenkommando Don |
| Février 1943       | Mai 1945     | I. Flakkorps (de)      |

### Unités subordonnées
Formation le 1er septembre 1941 :
- Stab/Flak-Regiment 180 (mot.) à Ploiești
- Stab/Flak-Regiment 202 (mot.) à Constanța
- Luftnachrichten-Abteilung 130

Organisation en mai 1942 :
- Stab/Flak-Regiment 124 (mot.)
- Stab/Flak-Regiment 153 (mot.)
- Diverses unités de Flak

Organisation au 1er novembre 1943 :
- Stab/Flak-Regiment 77 (v)
- Stab/Flak-Regiment 99 (mot.)
- Stab/Flak-Regiment 133 (mot.)
- Luftnachrichten-Abteilung 130

Organisation au 1er septembre 1944 :
- Stab/Flak-Regiment 7 (mot.)
- Stab/Flak-Regiment 17 (mot.)
- Stab/Flak-Regiment 48 (mot.)
- Stab/Flak-Regiment 153 (mot.)
- Flak-Transport-Bttr. 40./IV, 106./IV, 108./IV, 96./VIII, 140./IV, 91./VI, 97./VII, 46./XII and 136./XI
- Luftnachrichten-Abteilung 130

### Livres
- Georges Bernage et François de Lannoy, Dictionnaire historique : la Luftwaffe, la Waffen-SS, 1939-1945, Bayeux, Éditions Heimdal, 1998, 480 p. (ISBN 978-2-84048-119-5, OCLC 42934551)
- (de) Karl-Heinz Hummel:Die deutsche Flakartillerie 1935 - 1945 - Ihre Großverbände und Regimenter, VDM Heinz Nickel, 2010